# Comuna Velîkîi Molodkiv, Novohrad-Volînskîi
Velîkîi Molodkiv (în ucraineană Великомолодьківська сільська рада) este o comună în raionul Novohrad-Volînskîi, regiunea Jîtomîr, Ucraina, formată din satele Bahate, Hrud și Velîkîi Molodkiv (reședința).

## Demografie
Componența lingvistică a comunei Velîkîi Molodkiv
     Ucraineană (99,46%)
     Alte limbi (0,54%)
Conform recensământului din 2001, majoritatea populației comunei Velîkîi Molodkiv era vorbitoare de ucraineană (99,46%), existând în minoritate și vorbitori de alte limbi.